# Нижнекамышинка
Нижнекамышинка — слобода в Миллеровском районе Ростовской области. Входит в состав Волошинского сельского поселения.

## География

### Улицы
| - ул. Лесная, - ул. Новопавловка, - ул. Подгорная, - ул. Речная, - ул. Центральная, | - пер. Романовский, - пер. Северный, - пер. Школьный. |

## История
По состоянию на 1763 года у старшины Петра Петровича Ребрикова в собственности был хутор, который располагался на реке Камышной. Он находился на расстоянии 80 верст от окружной станицы. На территории хутора проживало 34 мужчины. В некоторых современных источниках, хутор Ребриков именуется слободой Нижнекамышовкой, что дает основания полагать, что речь идет про один и тот же населенный пункт. Хутор был назван Ребриковым по фамилии владельца здешних земель. Название хутора и его территория были нанесены на пограничную карту земель Войска Донского, а сама карта была датирована 1786 годом. Известно, что на этой карте императрица Екатерина II поставила свою подпись. По состоянию на 1801 год, согласно дошедших клировых ведомостей, известно, что на расстоянии 7 верст от хутора Ребрикова была расположена слобода Машлыкина. Владелицей хутора Ребрикова была Евдокия Ребрикова, которая на тот момент уже была вдовой генерал-майора. 
В начале XIX века на территории хутора насчитывалось 32 двора, было 108 мужчин и 96 женщин. В период с 1819 по 1822 год в этой местности было уже 60 дворов, а количество мужчин и женщин составляло 212 и 191 человек соответственно. В документах 1873 года значится посёлок Нижне-Камышинский, который расположен на расстоянии 35 верст от станции Миллерово. На тот момент времени, в этом посёлке существует 85 дворов. В них числится 293 мужчины и 303 женщины. В хозяйстве есть десятки волов, овец, плугов и разного рогатого скота.

## Население
| 2010 |
| ---- |
| 339  |